# Ротново
Ротново (пол. Rotnowo, нім. Rottnow) — село в Польщі, у гміні Грифиці Ґрифицького повіту Західнопоморського воєводства.
Населення — 198 осіб (2011).
У 1975-1998 роках село належало до Щецинського воєводства.

## Демографія
Демографічна структура станом на 31 березня 2011 року:
|          | Загалом | Допрацездатний вік | Працездатний вік | Постпрацездатний вік |
| -------- | ------- | ------------------ | ---------------- | -------------------- |
| Чоловіки | 96      | 19                 | 71               | 6                    |
| Жінки    | 102     | 24                 | 62               | 16                   |
| Разом    | 198     | 43                 | 133              | 22                   |